# Margriet Heymans
Margaretha Hendrikus Gerardus Maria Heymans (Bolduque, 29 de octubre de 1932-27 de julio de 2023) fue una escritora e ilustradora neerlandesa.

## Biografía
Heymans publicó por primera vez en 1958 en la revista infantil Kris Kras.
Se desarrolló en el área de literatura infantil, ilustró varios libros escritos por autores holandeses.
Heymans se casó con el pintor y escultor Gerard van den Eerenbeemt en 1959 y tuvo cinco hijos.

## Libros
- 1971, El festín de las muñecas
- 1972, Hollidee, el poni del circo
- 1975, Travesuras y Poppermble
- 1982, El hilo amarillo
- 1982, Soy Jantje y ya sé leer
- 1982, Mi ratón quiere un libro
- 1982, Moe saca una burbuja
- 1982, Quién está enfermo no quiere queso
- 1984, Jipsloop
- 1985, Adam Wortel recibe una visita
- 1988, Querida, Buttercup
- 1989, ¡Quiero ir a casa!
- 1990, ¿Quién ha visto a mi hermanito?
- 1991, La princesa de la huerta
- 1992, Un buen consejo no duele
- 1992, Caña en la alfombra
- 1997, Los huérfanos de Wasteland
- 1999, Dora o la tía de los trolls

## Premios
- 1989,  Silver Granger
- 1989,  Premio Woutertje Pieterse
- 1998,  Pincel dorado por Los huérfanos de Woesteland.
- 2007, Premio Nienke van Hichtum por En lo profundo del bosque de Nergenda.